# Российский государственный симфонический оркестр кинематографии
Российский государственный симфонический оркестр кинематографии — симфонический оркестр Минкульта России, исполняющий музыкальные партии для кино.
Основан в ноябре 1924 года; до 1991 года был известен как Государственный симфонический оркестр кинематографии при Совете Министров Союза ССР.

## История
В 1924 году в известном московском кинотеатре «Арс» на Арбате впервые вместо привычного для того времени пианиста-тапёра выступил оркестр. Такое изменение в музыкальном сопровождении фильмов обрело популярность среди зрителей. С тех пор, под руководством дирижёра Давида Блока, оркестр стал играть в других кинотеатрах.
В 1930—1940 годах оркестр исполнял музыку для фильмов таких режиссёров как Сергей Эйзенштейн, Всеволод Пудовкин, Григорий Александров и Иван Пырьев. В числе последующих фильмов, музыкальные партии для которых исполнял оркестр — фильмы, награждённые премией «Оскар» («Война и мир», «Дерсу Узала», «Утомлённые солнцем», «Москва слезам не верит»), а также современные российские фильмы («Доктор Живаго», «Чудо», «Палата № 6», «Петя по дороге в Царствие Небесное», «Царь», «12», «Адмиралъ»).
В разное время за дирижёрским пультом стояли Александр Гаук, Евгений Светланов, Юрий Николаевский, Марк Эрмлер, Константин Кримец, Георгий Гаранян.
В 1953—1963 годах художественным руководителем и директором оркестра был Левон Атовмян. С 1993 года по настоящее время главным дирижёром и художественным руководителем оркестра является Сергей Скрипка, народный артист России, лауреат премии Правительства России в области культуры, профессор.

## Деятельность
Исполнение музыки для кино требует особого профессионализма. В отличие от концертного исполнения, репетиции перед исполнением музыки для фильмов для кинооркестра сильно ограничены и требуются умения мгновенного вхождения в атмосферу каждого фильма. Оркестр способен играть в разных составах и может преобразовываться в джазовый и эстрадный коллектив.
Также оркестр исполняет в концертах русскую и зарубежную классическую и современную музыку. Постоянно выступает в абонементных концертах Московской государственной академической филармонии с программами, обращёнными как к взрослым, так и к детям. В сезоне 2006—2007 годов коллектив впервые представил персональный абонемент «Живая музыка экрана». Оркестр принимал участие в таких музыкальных фестивалях как: «Декабрьские вечера», «Музыка друзей», фестивали музыки для детей, а также «Московская осень» и других: «Славянский базар» в Витебске, Фестиваль российской культуры в Индии.
С 1991 года оркестр кинематографии начал гастрольную деятельность, исполнив в Берлине «Военный реквием» Э. Б. Бриттена и Седьмую симфонию Д. Шостаковича.
С 2006 года оркестр выступает с персональным филармоническим абонементом «Живая музыка экрана» на сцене Концертного зала имени П. И. Чайковского (автор цикла — С. И. Скрипка), программы которого представляют собой непрерывное музыкально-драматическое действие с использованием видеоряда.

## Дирижёры
- Давид Блок (1924—1932)
- Григорий Гамбург (1931—1962)
- Давид Штильман (1932—1981)
- Арнольд (Арон) Ройтман (1944—1971)
- Семён Сахаров (1951—1953)
- Клавдий Тихонравов (1950-е гг.)
- Вероника Дударова (приглашённый)
- Марк Эрмлер (приглашённый)
- Эри Клас (приглашённый)
- Юрий Силантьев (приглашённый, 1960-е)
- Ниязи (приглашённый)
- Владимир Васильев (1960-е — 1980-е)
- Эмин Хачатурян (1961—1979)
- Газиз Дугашев (1963—1966)
- Иван Шпиллер (1965—1978)
- Александр Петухов (1969—1983)
- Мартин Нерсесян (1971—1983)
- Юрий Николаевский (1971—1984)
- Георгий Гаранян (1972—1979)
- Юрий Серебряков (1977—1987)
- Константин Кримец (1977—1989)
- Владимир Понькин (1987—1991)[3]
- Сергей Скрипка (с 1993 г.)

## Оркестр кинематографии на экране
Музыканты оркестра кинематографии снялись в роли самих себя в нескольких игровых, документальных фильмах и даже в одном анимационном.
- 2001 — «Лавина»
- 2002 — «Олигарх» (режиссёр Павел Лунгин)
- 2007 — «Композитор» (в документальном цикле «Фабрика чудес», режиссёр Алексей Вахрушев)
- 2014 — «Симфония экрана» (документальный фильм, посвященный 90-летию РГСОК, режиссёр Сергей Капков)
- 2017 — «Аниматанго» (анимационный джем-сейшен, приуроченный к 3-й церемонии вручения Национальной анимационной премии «Икар»)

## Награды
- Благодарность Президента Российской Федерации (26 февраля 2024 года) — за большие заслуги в развитии отечественного музыкального искусства[4].

## Официальный сайт
- РГСОК